# 海老名市立大谷小学校
海老名市立大谷小学校（えびなしりつ おおやしょうがっこう）は、神奈川県海老名市国分寺台二丁目にある市立小学校。1969年に海老名町立海老名小学校より分離し開校。

## 沿革
出典
- 1969年4月1日：開校
- 1969年4月7日：開校記念日
- 1969年10月5日：創立記念秋季大運動会
- 1969年11月8日：郡研音楽会（座間町立座間第二小学校(現：座間市立栗原小学校)にて）
- 1969年11月19日：郡連合児童会（綾瀬市立綾瀬小学校（wikidata）にて）
- 1971年11月1日：海老名市市制施行により海老名市立大谷小学校となる
- 1972年3月7日：校歌・校旗制定
- 1973年5月1日：学校給食開始
- 1975年8月5日早朝：盗難事件発生
- 1979年4月1日：海老名市立杉久保小学校分離開校

## 教育方針
出典
自立・夢を拓く人
〜豊かな心 深める学び 健やかな体 社会との触れ合い〜

## 学区
出典
- 海老名市
  - 大谷1～4・30～35・59～64・234～364
  - 大谷北1丁目〜3丁目
  - 大谷北4丁目1番～16番
  - 大谷南1丁目1番～4番
  - 大谷南2丁目1番～14番
  - 大谷南3丁目1番～3番
  - 国分寺台1丁目1番・2番4号～23号・27号～999号・3番2号～22号・3番4号・28号・4番～21番
  - 国分寺台2丁目〜3丁目
  - 浜田町

## 進学中学校
出典
- 海老名市
  - 海老名市立大谷中学校

## 交通
出典
- 小田急小田原線・相鉄本線・JR相模線海老名駅よりバス。
  - 相鉄バス綾11・綾12系統 国分寺台第6バス停下車
  - 相鉄バス綾22・綾23系統 大谷小学校バス停下車

## 周辺
- 海老名市立大谷中学校
- 東名高速道路
- 相鉄ローゼン海老名店
- 妙常寺